# (115449) Robson
(115449) Robson (2003 TG10) – planetoida z pasa głównego asteroid okrążająca Słońce w ciągu 4,54 lat w średniej odległości 2,74 j.a. Odkryta 14 października 2003 roku.